# 1 Мая (департамент)
Департамент 1 Мая (исп. Departamento de Primero de Mayo) — департамент в Аргентине в составе провинции Чако.
Территория — 1864 км². Население — 10 322 человека. Плотность населения — 5,5 чел./км².
Административный центр — Маргарита-Белен.

## География
Департамент расположен на востоке провинции Чако.
Департамент граничит:
- на севере — с департаментом Либертадор-Хенераль-Сан-Мартин
- на востоке — с департаментом Бермехо
- на юго-востоке — с провинцией Корриентес
- на юго-западе — с департаментом Сан-Фернандо
- на западе — с департаментами Либертад, Хенераль-Донован
- на северо-западе — c департаментом Сархенто-Кабраль

## Административное деление
Департамент включает 2 муниципалитета:
- Маргарита-Белен
- Колония-Бенитес

## Важнейшие населённые пункты[3]
| № | Населённый пункт         | Населённый пункт (исп.)  | Категория | Население чел. (2010) | На карте                        |
| - | ------------------------ | ------------------------ | --------- | --------------------- | ------------------------------- |
| 1 | Маргарита-Белен          | Margarita Belén          | город     | 5701                  | 27°15′36″ ю. ш. 58°58′19″ з. д. |
| 2 | Колония-Бенитес          | Colonia Benítez          | город     | 2212                  | 27°19′47″ ю. ш. 58°57′02″ з. д. |
| 3 | Баррио-де-лос-Пескадорес | Barrio de los Pescadores | посёлок   | 795                   | 27°27′38″ ю. ш. 58°52′02″ з. д. |